# 정현 (1959년)
정현(본명: 정범영, 1959년 1월 8일 ~ )은 대한민국의 가수이다.

## 이력
1981년 언더그라운드 라이브 클럽에서 록 음악 가수 첫 데뷔하였다.

## 경력
- 2002년 : 한국연예예술인협회 가수위원회 부천지부 지부장

## 음반
- 2000년 디스코타임
- 2003년 명자야 / 돈아 돈아 돈아
- 2005년 부라보
- 2008년 삐에로
- 2012년 도대체 왜 / 삐에로

## 수상
- 1971년 신세계레코드 신인가수 선발대회 신인상
- 1973년 전남 광주 신인가수 선발대회 금상
- 1998년 부천 판타스틱 시민노래경연대회 대상
- 2006년 한국연예인협회 공로 표창
- 2009년 제17회 대한민국문화연예대상 성인가요부문 발전상